# 金正哲
金正哲（1981年9月25日—）是已故朝鮮勞動黨總書記金正日的次子，現任領導人金正恩的兄長。金正哲的母親为出生在大阪鶴橋在日朝鮮人第二代、归国的高容姬。他还有同母弟金正恩、同母妹金與正，异母兄金正男（母成惠琳）。他10多歲曾在瑞士伯爾尼國際學校留學。隨著其兄金正男在日本、中國等引發問題，使他被視為可能是金正日的接班人，但最終被金正恩取代，據傳原因是他的個性因素以及患有內分泌疾病。目前他担任烽火組首长。

## 外遊
日本《讀賣新聞》在2011年12月22日報導，金正恩在1991年前曾與二哥金正哲秘密到日本旅遊，並到東京迪士尼樂園遊玩。

## 現身
2006年6月中旬，日韓傳媒指一名疑似金正哲的男子與一名女伴一同到訪德國，他在瑞士的母校則在網上刊登聲明指有日本電視台接觸校友以了解一名畢業生的資料，呼籲學生提高警惕。有傳媒猜測聲明說的正是金正哲。據媒體形容，金正哲身高約170厘米，外穿牛仔褲、穿上一件印有歌手埃里克·克萊普頓的淺古銅色T恤襯，同行有4至5人，估計其同行的2人是警衛員、一名帶路人、中年女性是保姆，年輕女子可能是他的夫人或女友。據說他們是為了到德國觀賞埃里克·克萊普頓的演唱會。當記者上前用英語問道「從哪裡來？」該男子也用英語反問道：「怎麼了？」
2011年2月14日，金正哲在新加坡觀賞埃里克·克萊普頓的演唱會。
2015年5月22日，金正哲在英國觀賞埃里克·克萊普頓的音樂會。

## 生年存疑
曾担任青瓦台情报秘书官的韩中大学客座教授金正奉透露说，金正哲生于1980年9月24日；2010年朝鲜政府公布了金正恩的生日为1982年1月8日，印证了金正奉的谈话。不过，有日本媒体从服侍金正日一家13年的厨师藤本健二的谈话中，得出金正哲的生日为1981年9月25日。但如果按日本媒体所传，金正哲生于1981年9月25日，与朝鲜政府公布的金正恩生于1982年1月8日且生母同为高英姬，那在不到4个月的时间里高英姬连生两胎的可能性几乎为零。需要注意的是金正恩生年也存疑。大韓民國國家情報院和統一部等政府機關，以及美國中央情報局所屬的開源中心（DNI）的有關金正恩的資料都顯示他是1984年出生。